# Nyctycia pectinata
Nyctycia pectinata là một loài bướm đêm trong họ Noctuidae.